# Hayden White
Hayden V. White (Martin, 12 de julho de 1928 - Santa Cruz, 5 de março de 2018) foi um historiador estadunidense, conhecido por seus trabalhos na área de teoria da história.

## Vida
White graduou-se na Wayne State University em 1951. Concluiu o mestrado e o doutorado na Universidade de Michigan (respectivamente, em 1952 e 1956). Trabalhou como professor de história na Universidade da Califórnia em Los Angeles entre 1968 e 1973, como diretor do Centro  de Humanidades da Universidade Wesleyan entre 1976 e 1978, assim como professor de história na Universidade da Califórnia em Santa Cruz, onde foi professor aposentado na cadeira da história da consciência. Foi professor emérito de literatura comparada na Universidade de Stanford.

## Teoria
White ocupa um lugar central na teoria da história por ter sido pioneiro em adaptar categorias originadas no campo da teoria literária para a análise da historiografia, ocupando-se de sua natureza linguístico-literária. Seu trabalho destaca a escrita como elemento central no processo de construção do conhecimento histórico, diferenciando a historiografia de outras formas narrativas a partir de seu caráter explicativo. Sua obra mais conhecida, publicada em 1973, intitula-se Meta-história: a imaginação histórica do século XIX e é considerada um dos principais marcos da discussão internacional acerca da virada linguística, do pós-modernismo e do pós-estruturalismo na teoria da história.
Para White, a forma como a historiografia organiza suas explicações corresponde a modelos literários, explicações formais e implicações político-ideológicas. Estes seriam os três modos explicativos da história. Estes três modelos são tipologicamente distintos. O modelo literário pode ser romanesco, trágico, cômico ou satírico. A explicação formal pode ser formalista, destacando a singularidade dos acontecimentos; mecanicista, preocupando-se com a regularidade das causas; organicista, a partir de representações da universalidade da história; e contextualista, explicando os acontecimentos a partir dos contextos nos quais estão inseridos. Já as implicações político-ideológicas são divididas em anarquista, radical, conservadora e liberal. 
O fundamento da síntese narrativa de White é determinado por tropos literários, que são formulações discursivas que trabalham linguisticamente para determinar o caráter da abordagem a cada conteúdo, determinando assim a interpretação da qual se lança mão na análise histórica. Eles podem atribuir à narrativa concepções historiográficas de sentido como a metáfora, a metonímia, a sinédoque e a ironia. A metáfora acontece quando um acontecimento serve à compreensão de outro; a metonímia ocorre quando uma parte remete a um todo; na sinédoque, uma parte do acontecimento remete ao todo do acontecimento e na ironia há a reflexão crítica sobre o sentido imaginado. 

## Obra

### Livros
- 1966 - Provação do Humanismo Liberal: uma história intelectual da Europa Ocidental, vol. I: Do Renascimento Italiano até a Revolução Francesa (Ordeal of Liberal Humanism: An Intellectual History of Western Europe, vol. I: From the Italian Renaissance to the French Revolution, coautoria de Wilson Coates)
- 1970 - Provação do Humanismo Liberal: uma história intelectual da Europa Ocidental, vol. II: desde a Revolução Francesa (Ordeal of Liberal Humanism: An Intellectual History of Western Europe, vol. II: Since the French Revolution, coautoria de Wilson Coates)
- 1973 - A Tradição Greco-Romana (The Greco-Roman tradition)
- 1973 - Meta-história: a imaginação histórica do século XIX (Metahistory: The Historical Imagination in Nineteenth-century Europe)
- 1978 - Trópicos do Discurso: Ensaios sobre a crítica da cultura (Tropics of Discourse: Essays in Cultural Criticism)
- 1987 - O Conteúdo da Forma: Discurso Narrativo e Representação Histórica (The Content of the Form: Narrative Discourse and Historical Representation)
- 1999 - Realismo Figural: Estudos no Efeito Mimesis (Figural Realism: Studies in the Mimesis Effect)
- 2010 - A Ficção da Narrativa: ensaios sobre história, literatura e teoria, 1957-2007 (The Fiction of Narrative: Essays on History, Literature, and Theory, 1957–2007)
- 2014 - O Passado Prático (The Practical Past)

### Artigos e ensaios
- 1966 - O Fardo da História (The Burden of History)
- 1969 - O Que Está Vivo e o Que Está Morto na Crítica de Croce a Vico (What Is Living ans What Is Dead in Croce's Criticism of Vico)
- 1972 - O Irracional e o Problema do Conhecimento Histórico no Iluminismo (The Irrational and the Problem of Historical Knowledge in the Enlightenment)
- 1972 - As Formas do Estado Selvagem: Arqueologia de uma Ideia (The Forms of Wildness: Archaeology of an Idea)
- 1972-73 - A Interpretação na História (Interpretation in History)
- 1973 - Foucault Decodificado: Notas do Subterrâneo (Foucault Decoded: Notes from Underground)
- 1974 - O Texto Histórico como Artefato Literário (The Historical Text as Literary Artifact)
- 1975 - Historicismo, História e a Imaginação Figurativa (Historicism, History, and the Figurative Imagination)
- 1976 - O Momento Absurdista na Teoria Literária Contemporânea (The Absurdist Moment in Contemporary Literary Theory)
- 1976 - As Ficções da Representação Factual (The Fictions of Factual Representation)
- 1976 - O Tema do Nobre Selvagem como Fetiche (The Noble Savage Theme as Fetish)
- 1976 - Os Trópicos da História: A Estrutura Profunda de A Ciência Nova (The Tropics of History: The Deep Structure of the New Science)
- 1980 - O Valor da Narratividade na Representação da Realidade (The Value of Narrativity in the Representation of Reality)
- 1982 - A Política da Interpretação Histórica: Disciplina e Dessublimação (The Politics of Historical Interpretation: Disciplina and De-Sublimation)
- 1984 - A Questão da Narrativa na Teoria Histórica Contemporânea (The Questions of Narrative in Contemporary Historical Theory)
- 1986 - Pluralismo Histórico (Historical Pluralism)
- 1988 - Historiografia e Historiofotia (Historiography and Historiophoty)